# Nurme (Paide)
Nurme – wieś w środkowej Estonii, w prowincji Järva, w gminie Paide. W 2011 roku miejscowość liczyła 24 osoby.